# Marianne Bernadotte

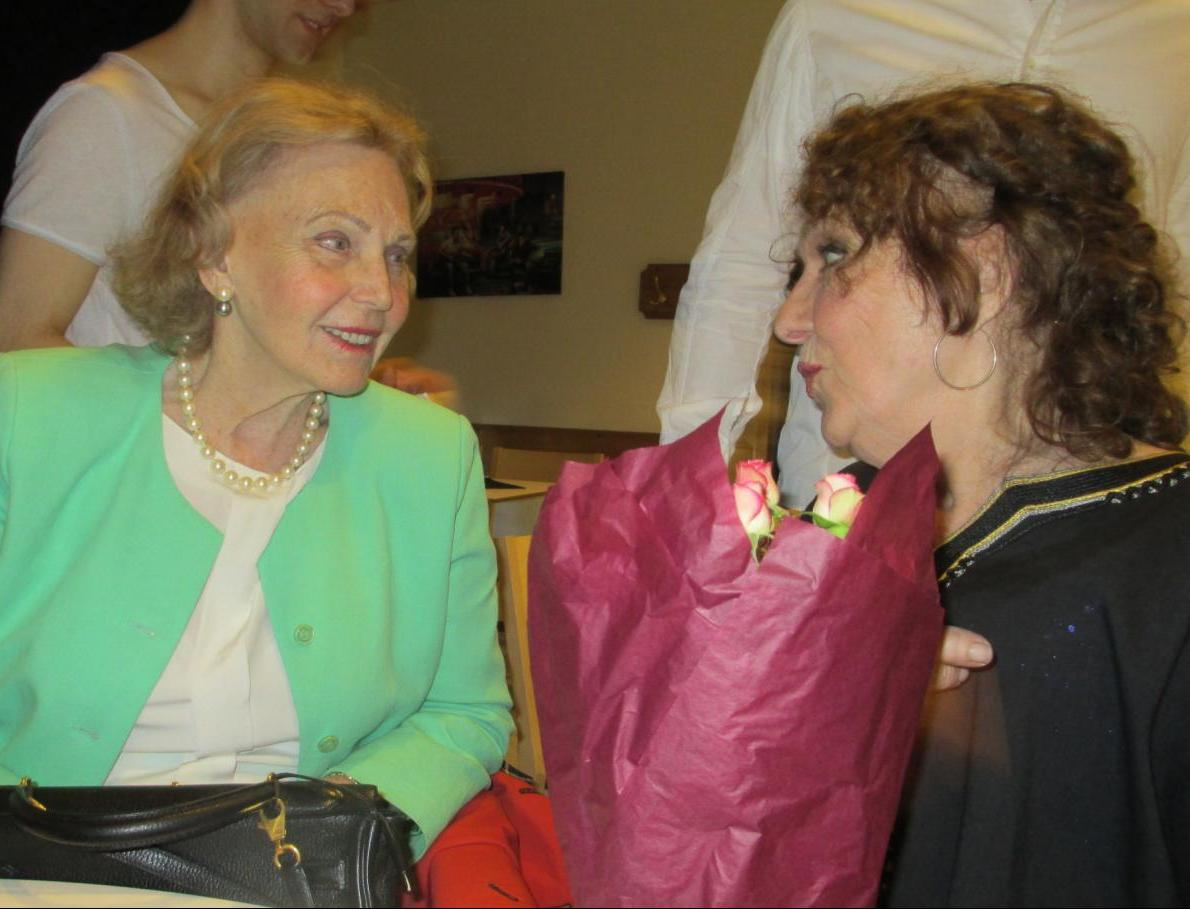
Bernadotte se v roce 2015 setkává se svou starou kolegyní Gunvor Ponténovou ze stockholmského Královského dramatického divadla

Gullan Marianne, princezna Bernadotte, hraběnka z Wisborgu (rozená Lindberg, později Tchang; 15. července 1924 Helsingborg – 1. května 2025 Stockholm), známá také jako princezna Marianne Bernadotte, byla švédská herečka, módní ikona a filantropka, která se v roce 1961 provdala za Sigvarda Bernadotta, druhého syna Gustava VI. Adolfa Švédského a stala se oficiálně členkou švédské královské rodiny. Od smrti Gunnily Bernadotte v roce 2016 byla poslední žijící tetou švédského krále Karla XVI. Gustava, dánské královny Markéty II. a řecké královny Anne-Marie. Oficiálně patřila do švédské královské rodiny.
Bernadotte vystupovala ohledně témat, jako je dyslexie, tělesné postižení a péče o zrak dětí, a jako patronka umění. Byly jí uděleny dva čestné doktoráty.

## Vzdělání a profesní život
Jako teenagerka vystupovala na známém jevišti pod širým nebem (Fredriksdalsteatern) ve svém rodném městě. Bernadotte se přihlásila a byla přijata na hereckou školu Královského dramatického divadla, Královskou akademii dramatických umění, kde v letech 1945 až 1948 absolvovala kompletní dramatický kurz. Mezi semestry pracovala jako průvodkyně na zájezdech do Německa a Francie. Po dokončení studia byla po dobu jedenácti let zaměstnána jako herečka Marianne Lindberg v Královském dramatickém divadle ve Stockholmu, přičemž upřednostňovala náročné role před těmi okázalými. Ve své první z 25 rolí na této scéně, vybrána jako jediná absolventka roku, hrála Annie ve švédské verzi hry Life with Father. Režírovali ji například Olof Molander, Alf Sjöberg, Ingmar Bergman, Mimi Pollaková a Göran Gentele, a někteří z herců, se kterými hrála, byli Jarl Kulle, Inga Tidbladová a Mai Zetterlingová. V roce 1956 se také objevila ve filmu Kulla Gulla s Hugo Björnem a v letech 1957 a 1959 účinkovala ve dvou hrách na švédské televizi. Ve svých memoárech z roku 1986 popsala své herecké zkušenosti, například takto:
Spolu s režisérem a ostatními herci hledáte cestu ke své roli. Vytváříte si vlastní malý svět, koncentrát, kde každý přispívá k udržení jednotlivých částí pohromadě, aby tak divákům nabídl něco celistvého.
Divadlo bylo v roce 1956 uzavřeno kvůli rekonstrukci a po jeho opuštění se Bernadotte nechala proškolit obchodním domem NK a převzala jejich dárkový obchod. O několik let později absolvovala kurzy kulturní komunikace, francouzštiny a umění na Stockholmské univerzitě, stala se švédskou zástupkyní aukční síně Sotheby's a v roce 1970 studovala gurmánské vaření na Le Cordon Bleu v Paříži. Po smíření jejího manžela s jejím ovdovělým tchánem, králem Gustafem VI. Adolfem, v 70. letech si obzvláště užívala společné vaření s postarším švédským králem.
V roce 1983 získala bakalářský titul v oboru dějin umění na Stockholmské univerzitě. Mezi její akademické práce patřil výzkum sklářského umělce a sochaře Edvina Öhrströma.
V červenci 2014 získala pozitivní ohlasy poté, co na své 90. narozeniny moderovala populární rozhlasový pořad Sommar.

## Haute couture
Se svým novým manželem Sigvardem se setkala v roce 1962 v Paříži s Pierrem Balmainem. Stala se obzvláště blízkou a celoživotní přítelkyní Balmaina a jeho nástupce Erika Mortensena. Ti, stejně jako několik dalších francouzských domů haute couture, často pro propagaci oblékali Bernadotte do svých nejnovějších kreací.
V roce 1985 byla jmenována jednou z 10 nejlépe oblékaných žen na světě organizací Chambre Syndicale de la Haute Couture v Paříži, po boku Giny Lollobrigidy, princezny Iry von Fürstenberg a princezny Gersende d'Orléans.
Její vkus v oblékání je stále oceňován a obdivován několika předními švédskými návrháři, jako jsou Pär Engsheden a Christer Lindarw. V roce 2017 probíhala v Millesgårdenu ve Stockholmu čtyřměsíční výstava s názvem CHANEL BALMAIN DIOR MARIANNE BERNADOTTE – En stilikon, která představila velké množství nejcennějších a nejunikátnějších kousků z jejího šatníku od 60. let až po současnost. Tyto kousky byly vystaveny v kombinaci s antickými sochami z muzejní sbírky. Výstavu zahájila Bernadottina prasestřenice, korunní princezna Viktorie, která o dvacet let dříve spolu s Bernadotte otevírala výstavu věnovanou designu zesnulého Sigvarda Bernadotta v Národním muzeu výtvarného umění.